# Elisabeth Helene von Thurn und Taxis

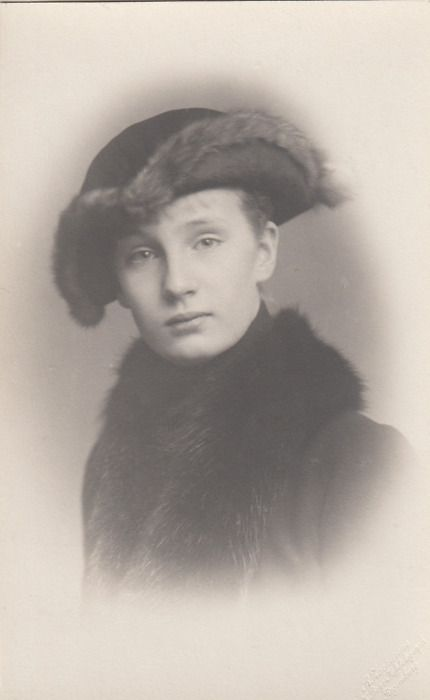
Elisabeth Helene von Thurn und Taxis

Elisabeth Helene Markgräfin von Meißen Herzogin zu Sachsen, geborene Prinzessin von Thurn und Taxis, vollständig Elisabeth Helene Maria Valerie Franziska Maximiliane Antonie; (* 15. Dezember 1903 in Schloss St. Emmeram, Regensburg; † 22. Oktober 1976 in München) war die Tochter des letzten Fürsten von Thurn und Taxis, Albert, und dessen Gemahlin Margarethe, gebürtige Erzherzogin von Österreich.

## Biografie
Elisabeth Helene wurde am 15. Dezember 1903 in Regensburg auf Schloss St. Emmeram als einzige Tochter des Fürsten Albert von Thurn und Taxis und dessen Gemahlin Margarethe Klementine von Österreich aus dem Haus Habsburg-Lothringen geboren. Am 16. Juni 1923 heiratete sie Friedrich Christian Prinz von Sachsen, den zweiten Sohn des letzten Königs von Sachsen.

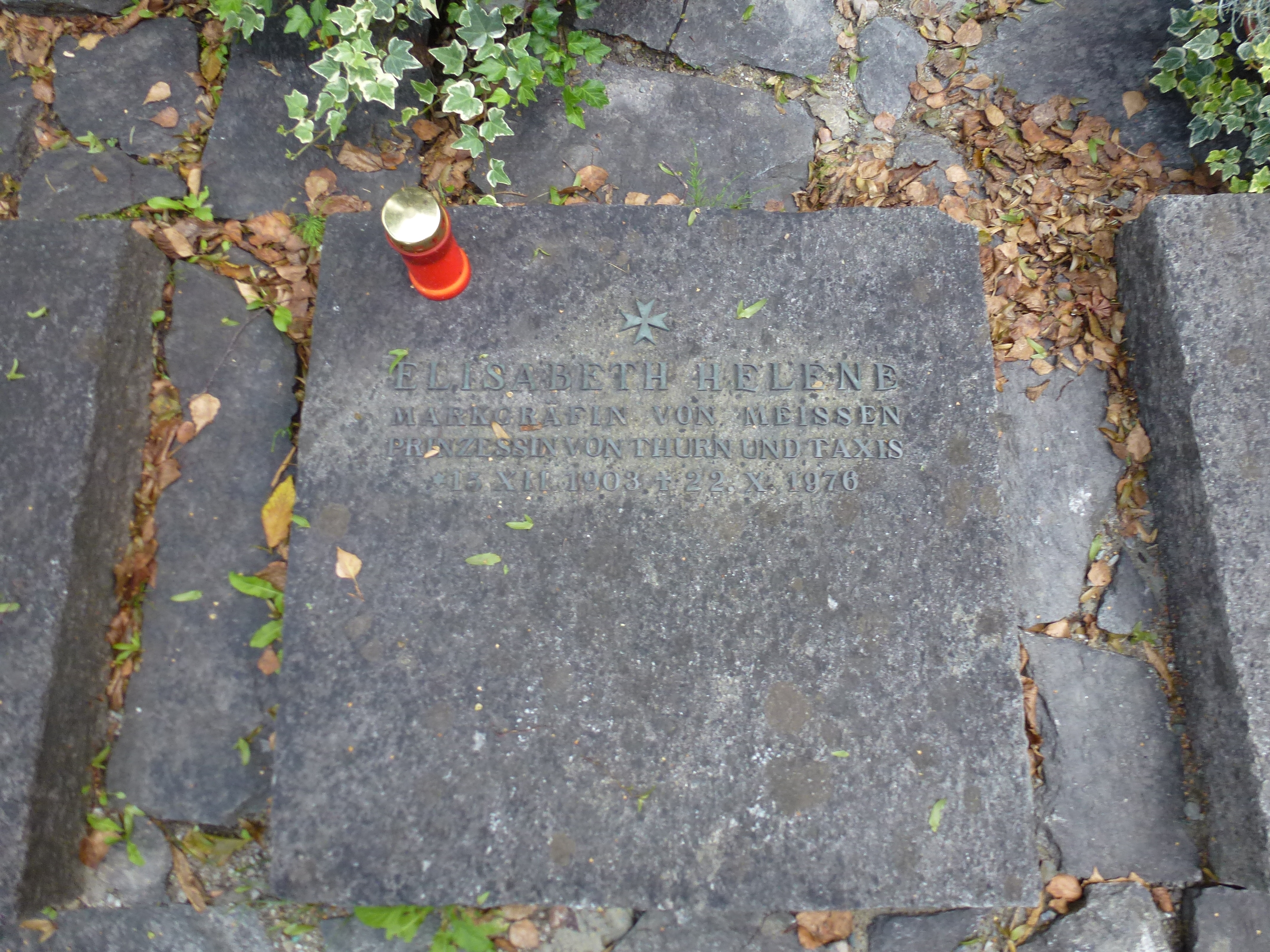
Grabplatte für Elisabeth Helene Markgräfin von Meißen

Elisabeth Helene starb am 22. Oktober 1976 und wurde neben der Königskapelle Imst-Brennbichl in Nordtirol bestattet.

## Nachkommen
Friedrich Christian und Elisabeth Helene hatten fünf Kinder:
- Maria Emanuel (* 31. Januar 1926 Schloss Prüfening bei Regensburg; † 23. Juli 2012 La Tour-de-Peilz) – seit 1968 Chef des Hauses Wettin-albertinische Linie
- Maria Josepha (* 20. September 1928 Bad Wörishofen)
- Maria Anna Josepha (* 13. Dezember 1929 Bad Wörishofen; † 13. März 2012 München); ⚭ 1952 Roberto Afif Prinz von Gessaphe (1916–1978)
- Albert Joseph Maria Franz Xaver (* 30. November 1934 Bamberg; † 6. Oktober 2012 in München)
- Mathilde Maria Josepha Anna Xaveria (* 17. Januar 1936 Bamberg; † 17. März 2018 in Sistrans/Tirol[3]), ⚭ 1968 Johannes Prinz von Sachsen-Coburg und Gotha-Kohary (1931–2010), 1993 geschieden